# 汉斯·基利安
汉斯·基利安（德語：Hanns Kilian，1905年5月2日—1981年4月17日），德国前男子雪车运动员。他曾代表德国参加1928年、1932年和1936年冬季奥林匹克运动会雪车比赛，获得二枚铜牌。